# Ferrovia Dittaino-Piazza Armerina-Caltagirone
La ferrovia Dittaino–Piazza Armerina–Caltagirone era una ferrovia a scartamento ridotto della Sicilia, delle Ferrovie dello Stato, che collegava la stazione di Dittaino (già Assoro) a quella di Piazza Armerina e in seguito a Caltagirone attraversando molti comuni della provincia di Enna.

## Storia
Di una ferrovia che partisse dalla stazione di Assoro, oggi Stazione di Dittaino, per collegare i bacini minerari zolfiferi di Valguarnera, Grottacalda e Floristella con gli impianti di raffinazione e molitura ed il Porto di Catania si cominciò a parlare alla fine del XIX secolo, quando ancora l'esercizio delle ferrovie siciliane era in mano alla Società Sicula, nell'ambito di quel fervore di sviluppo industriale minerario che aveva attirato nell'isola  vari e importanti investitori europei tra cui vi era anche Robert Trewhella, il costruttore della Ferrovia Circumetnea che aveva importanti interessi anche nelle miniere di Sant'Agostino che si trovavano nell'area tra Assoro e Raddusa collegate con la Tranvia a vapore Raddusa-Miniere di Sant'Agostino. Fu però solo nel 1902, a seguito delle conclusioni di un'apposita Regia Commissione e di una legge varata nel corso dell'anno che venne definita la modalità di costruzione e di finanziamento delle linee interne siciliane che però dovevano essere costruite in economia e a scartamento ridotto.
| Tratta                                  | Inaugurazione    |
| --------------------------------------- | ---------------- |
| Stazione di Assoro-Valguarnera          | 25 aprile 1912   |
| Valguarnera-Stazione di Grottacalda     | 29 agosto 1914   |
| Stazione di Grottacalda-Piazza Armerina | 7 settembre 1920 |
| Piazza Armerina-Caltagirone             | 1930             |

Venne anche deciso anche il collegamento della stazione terminale di Dittaino con Leonforte e della stazione di Bellia con Aidone. I lavori di costruzione però non partirono se non dopo la costituzione delle Ferrovie dello Stato e il loro subentro nel 1906 alla Rete Sicula, ma la prima tratta da Dittaino a Valguarnera di 13,856 km entrò in esercizio soltanto il 25 aprile 1912 e si trattava di una delle più difficili a causa della forte ascesa che veniva superata mediante due tratti a cremagliera tra il km 8+856 e l'11+990 e tra il km 12+424 e il 13+738.

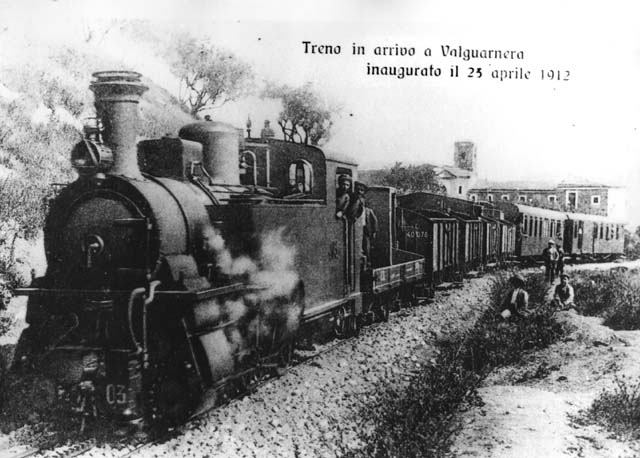
Il treno arriva a Valguarnera

Per il servizio sulla linea vennero costruite le locomotive a vapore del gruppo R.370. Il secondo tratto di linea di 7,359 km entrò in funzione soltanto il 29 agosto 1914 e congiunse Valguarnera alla stazione di Grottacalda	costruita in prossimità del grande impianto minerario di Grottacalda munito di raccordi e ferrovie Decauville nel quale lavoravano migliaia di operai all'estrazione e lavorazione dello zolfo.
Piazza Armerina veniva raggiunta soltanto il 7 settembre 1920, chiara dimostrazione di come la linea fosse stata concepita soltanto in funzione del trasporto del minerale e dei minatori pendolari per le miniere; la produzione di zolfo isolano aveva raggiunto le 407.500 tonnellate nel periodo bellico, ma a partire dal 1922 si era dimezzata e ciò aveva fatto cadere l'interesse a proseguire le costruzioni ferroviarie. Caltagirone venne raggiunta solo nel 1930 e per giunta la costruzione venne fatta talmente in economia da presentare quasi subito cedimenti e frane che spesso interrompevano la linea e provocavano deragliamenti. In seguito a ciò vennero fatti dei consolidamenti per poter riprendere il servizio ferroviario con una maggiore sicurezza. Restava il problema della bassa velocità dell'intera linea, percorsa da treni a vapore con velocità massima di 30 km/h, che a causa dello loro lentezza cominciarono a perdere clientela appena ebbe inizio il trasporto su strada.

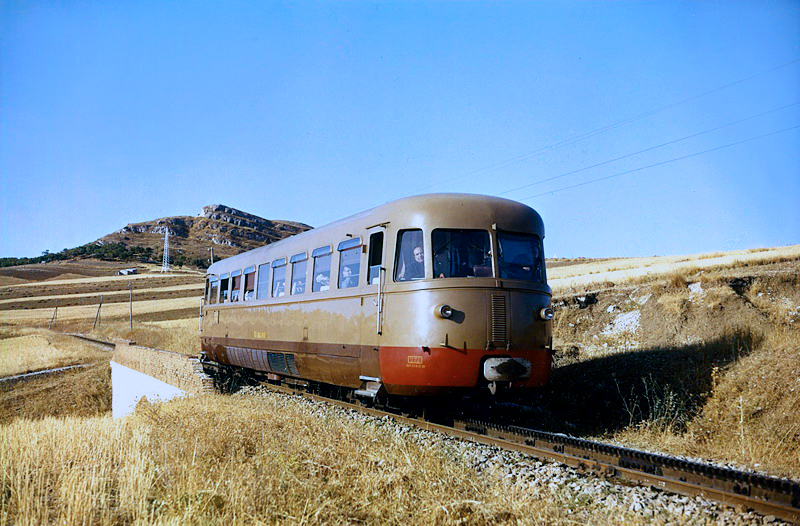
La RALn 6001 in transito sul tratto a cremagliera tra le stazioni di Mulinello e Valguarnera

Nel 1949 l'immissione in servizio delle nuove automotrici RALn 60 provocò l'immediato aumento dei viaggiatori, sia per il maggiore comfort che per la maggiore velocità al punto che il raffronto con l'anno successivo mostrava un aumento dei viaggiatori di oltre il 120%. Questo era un segno importante che mostrava una richiesta dell'utenza. Il segnale non venne però colto; l'immissione non si accompagnò alla modernizzazione della linea che rimase quella di sempre, con vecchi e leggeri binari, segnalamento arcaico e le tratte a cremagliera. Nonostante ciò l'orario ferroviario invernale del 1957 prevedeva ben 7 treni in andata e ritorno tra Dittaino e Piazza Armerina e 5 treni tra Piazza Armerina e Caltagirone; di questi ben 5 percorrevano l'intera tratta tra Caltagirone e Piazza Armerina.
La tratta da Piazza Armerina a Caltagirone venne chiusa all'esercizio il 2 febbraio 1965 a seguito di autorizzazione ministeriale accordata con decreto del 15 dicembre 1964, n. 4141; il 25 giugno 1969 venne definitivamente soppressa.La linea era interrotta sin dal 1955 per una frana che aveva danneggiato un ponte che non venne mai riparato e che obbligava al trasbordo dei viaggiatori con ulteriori disagi Al suo posto venne istituito un servizio automobilistico sostitutivo con un costo annuo preventivato di 26,95 milioni di lire.
L'11 luglio 1971 cessò l'esercizio sulla tratta restante (Dittaino-Piazza Armerina) nonostante le proteste degli utenti piazzesi e carrapipani che ne chiedevano l'ammodernamento. Tale tratta venne soppressa nel 1972 e smantellata in brevissimo tempo; la sede fu in parte utilizzata per costruire la Strada Provinciale Turistica.
La ferrovia è stata interamente disarmata dopo tempo dalla sua dismissione, ma le sue tracce sono ancora ben visibili e rintracciabile per lunghi tratti come strada campestre, anche se sono frequenti le interruzioni dovute all'inclusione di brevi tratti all'interno dei campi coltivati o a smottamenti del terreno. Le stazioni sono ancora quasi tutte esistenti ed in condizioni assai variabili: quelle che sono state riconvertite ad altri usi di pubblica utilità si presentano perfettamente restaurate ed in ottime condizioni come l'ex stazione di San Michele di Ganzaria che è stata adibita ad altri usi e stessa sorte per quelle privatizzate e che oggi sono diventate bar o ristoranti come la stazione di Ronza, oggi sede del ristorante "Antica Stazione", ma la maggior parte di esse sono in assoluto stato di abbandono, alcune sono ridotte a un rudere altre demolite, come la stazione di Mirabella imbaccari e la fermata si Cappuccini; alcuni caselli sono stati recuperati ad abitazioni private, ma la maggior parte ridotti a ruderi. I ponti e i viadotti sono in molti casi in cattivo stato e sono crollati nel tratto San Michele di Ganzaria-Mirabella Imbaccari. Un tratto di sede dismessa della ferrovia Caltagirone-Piazza Armerina-Dittaino, riguardante 8 km, tra la stazione di San Michele di Ganziria e la fermata di Salvatorello, è stato trasformato in pista ciclopedonale inaugurata nel 2001 come parco lineare, primo esempio di intervento di tale tipo in Sicilia su progetto architettonico e paesaggistico dello studio di architettura NOWA.

## Caratteristiche
La ferrovia, alla quale le popolazioni del luogo avevano affibbiato l'affettuoso nomignolo di "A Piducchiusa", aveva origine dal piazzale esterno della stazione di Dittaino della linea ferroviaria Catania-Palermo (che all'inizio aveva il nome di stazione di Assoro), a 255 metri s.l.m. sul quale era steso il fascio dei binari tronchi che accoglievano i carri merci. Il binario di partenza era privo di marciapiedi e di pensilina ed era posto sul lato ovest del fabbricato di stazione.

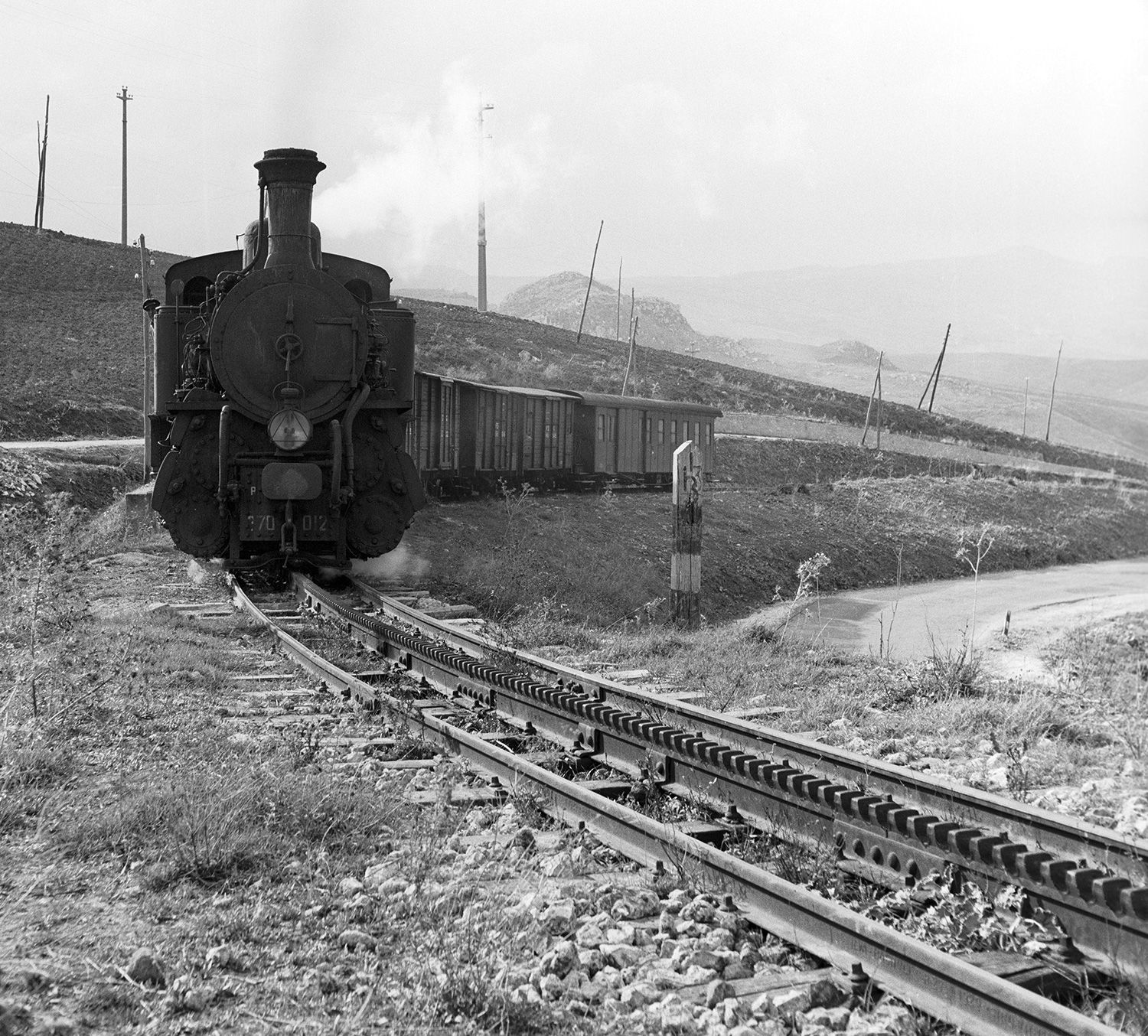
Locomotiva R.370.012 alla testa di un merci nel tratto a cremagliera Mulinello-Valguarnera

La linea iniziava presto ad arrampicarsi con curve e controcurve sulle propaggini collinari dei monti Erei e dal km 8,836 iniziava il primo tratto a cremagliera, del tipo Strub,  con ascesa del 75‰, lungo poco più di tre km; poco più avanti, al km 12,424 un altro tratto di km 1,3 per complessivi 4,448 km,  che permettevano una velocità massima di 12 km/h. Lasciata la cremagliera la linea continuava con ascesa media del 25‰, raggiungendo l'abitato di Valguarnera e le successive miniere di Floristella e Grottacalda. Il paesaggio che fino ad allora era brullo e arido cambiava radicalmente inoltrandosi nel vasto e ombroso Bosco di Bellia, divenuto in seguito riserva naturale regionale, fermava a Ronza, dove raggiungeva il culmine di valico a 791 m s.l.m., di fronte all'attuale ingresso del Parco della Ronza e a Bellia-Aidone e raggiungeva infine Piazza Armerina, centro di grande importanza turistica, dove si trovava la stazione e l'adiacente deposito locomotive.
Fino al 1930 questo fu il capolinea terminale. In seguito fu possibile raggiungere San Michele di Ganzaria, Mirabella Imbaccari e Caltagirone, dove i binari si affiancavano a quelli a scartamento ordinario della linea proveniente da Catania che vi aveva la sua stazione terminale con annessa rimessa locomotive e dormitorio per il personale dei treni. Qui vi era anche una piccola piattaforma girevole per invertire il senso di marcia delle locomotive R.370 in arrivo.
La linea era armata con rotaie da 27 kg/m montate su traversine di legno distanti 0,82 m l'una dall'altra. Nei tratti a cremagliera questa, del tipo Strub da 44 kg/m, era montata al centro del binario fissata alle stesse traversine montate a distanza inferiore. Tale tipo di costruzione, molto in economia, permetteva solo basse velocità di linea non superiori a 30 km/h per i treni a vapore e, in seguito, di 50 km/h per le automotrici. Non venne mai fatto alcun ammodernamento degli impianti fino alla chiusura, determinando la progressiva caduta del traffico viaggiatori.
Lungo la linea vi erano 35 case cantoniere doppie, 2 case cantoniere semplici e 4 garette. 
La circolazione dei treni sulla linea veniva regolata mediante l'impiego della Dirigenza unica. Il Dirigente unico che regolava e dirigeva il traffico su tutta la linea aveva sede a Piazza Armerina e si avvaleva dell'opera dei Dirigenti locali (capistazione) di Dittaino, Piazza Armerina e Caltagirone. Le restanti stazioni erano affidate a degli incaricati, detti assuntori, che però non avevano competenze di circolazione. A queste provvedeva il personale dei treni, capotreno e macchinista, collegandosi telefonicamente con il Dirigente unico. Il segnalamento era del tutto assente nelle stazioni, eccetto che quello di protezione delle tre stazioni rette da capostazione.
Particolare era anche il sistema di tariffazione che non era legato al chilometraggio effettivo (circa 71 km), ma al chilometraggio virtuale (circa 81 km) che teneva conto del grado di difficoltà del tratto a cremagliera.

### Percorso, stazioni e fermate
|  | Unknown route-map component "CONTg@G" |

|  | Unknown route-map component "BHF-L" | Unknown route-map component "exKBHFa-R" |

| Unknown route-map component "exCONTgq" | Unknown route-map component "eKRZu" | Unknown route-map component "exABZgr" |

| Unknown route-map component "CONTgq" | One way rightward | Unknown route-map component "exSTR" |

|  |  | Unknown route-map component "exBHF" |

|  |  | Unknown route-map component "exSTR+Za" |

|  |  | Unknown route-map component "exSTR+Ze" |

|  |  | Unknown route-map component "exSTR+Za" |

|  |  | Unknown route-map component "exSTR+Ze" |

|  |  | Unknown route-map component "exBHF" |

|  |  | Unknown route-map component "exTUNNEL1" |

|  |  | Unknown route-map component "exhSTRae" |

|  |  | Unknown route-map component "exBHF" |

|  |  | Unknown route-map component "exBHF" |

|  |  | Unknown route-map component "exTUNNEL1" |

|  |  | Unknown route-map component "exTUNNEL1" |

|  |  | Unknown route-map component "exTUNNEL1" |

|  |  | Unknown route-map component "exHST" |

|  |  | Unknown route-map component "exBHF" |

|  |  | Unknown route-map component "exBHF" |

|  |  | Unknown route-map component "exTUNNEL1" |

|  |  | Unknown route-map component "exHST" |

|  |  | Unknown route-map component "exHST" |

|  |  | Unknown route-map component "exhSTRae" |

|  |  | Unknown route-map component "exHST" |

|  |  | Unknown route-map component "exBHF" |

|  |  | Unknown route-map component "exhKRZWae" |

|  |  | Unknown route-map component "exhSTRae" |

|  | Unknown route-map component "exLCONTgq" | Unknown route-map component "exLSTR+r" + Unknown route-map component "exSTR" |

|  |  | Unknown route-map component "exBHF" |

|  |  | Unknown route-map component "exTUNNEL1" |

|  |  | Unknown route-map component "exHST" |

|  |  | Unknown route-map component "exTUNNEL1" |

|  |  | Unknown route-map component "exBHF" |

|  |  | Unknown route-map component "exhSTRae" |

|  | Unknown route-map component "exKBHFa-L" | Unknown route-map component "exKBHFe-R" |

|  | Unknown route-map component "exSTRl" | Unknown route-map component "exSTR+r" |

| Unknown route-map component "CONTgq" | Station on transverse track | Unknown route-map component "xABZg+r" |

|  |  |  | One way leftward | Unknown route-map component "CONTfq" |

Partendo dalla stazione di Dittaino la linea attraversava ripetutamente il torrente Mulinello per poi affrontare, immediatamente dopo la fermata di Mulinello due tratti in cremagliera, dal km 8+858 al km 11+990 e dal km 12+424 al km 13+738, raggiungeva la stazione di Valguarnera, sita nella periferia nord del paese. Dopo aver circumnavigato in senso antiorario il paese di Valguarnera e superato la galleria Mandrascate, uscendo dalla quale attraversava un viadotto a sette luci, il tracciato lambiva la zona mineraria di Grottacalda e Floristella, con la fermate di Floristella e, dopo un bel tratto in trincea, la stazione di Grottacalda collegata alla miniera mediante ferrovia Decauville.
Il paesaggio che fino ad allora era brullo e arido cambiava radicalmente, con la linea che si addentrava nel Bosco di Bellia, e dopo avere attraversato tre galleria incontrava la stazione di Ronza, dove la linea raggiungeva il culmine di valico a 791 metri sul livello del mare, di fronte all'attuale ingresso del Parco della Ronza, e proseguendo raggiungeva la Stazione di Bellia-Aidone, nel territorio comunale di Piazza Armerina, che serviva il bosco di Bellia e il centro abitato di Aidone prima di giungere, correndo parallela alla SS 117bis, a Piazza Armerina, dove era posto il deposito centralizzato.

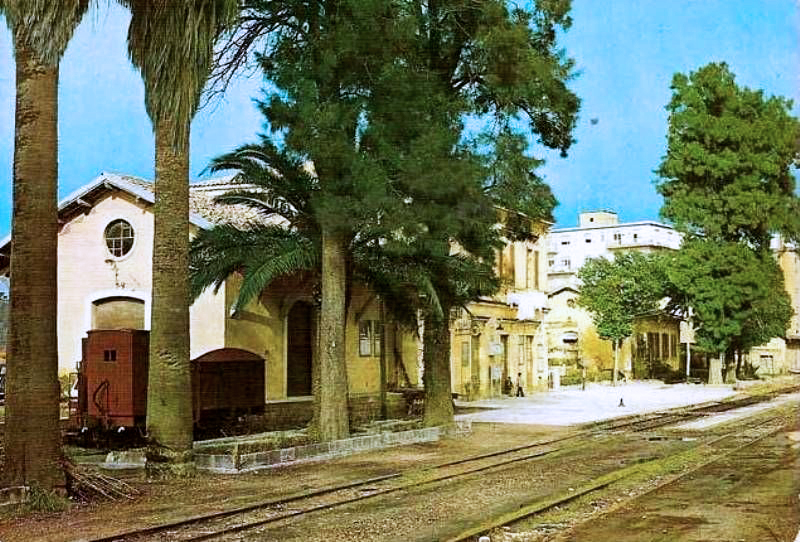
Stazione e scalo merci della stazione di Piazza Armerina all'inizio degli anni settanta

Dalla Stazione di Piazza Armerina, destinata ad altro uso e adibita a stazione degli autobus extraurbani, dopo avere imboccato la galleria Casalotto, oggi riconvertita all'uso stradale, la linea raggiungeva la fermata di Leano, oggi abbandonata e fatiscente e dopo la fermata di Rasalgone ed avere attraversato in curva il viadotto sul Vallone Quattro Teste, oggi parzialmente crollato e non praticabile, raggiungeva la fermata di Gallinica, divenuta oggi un'abitazione privata e con il serbatoio dell'acqua ben conservato; il tracciato proseguiva, compiendo una decisa svolta verso est, raggiungendo Mirabella Imbaccari, dove l'unica traccia che resta della stazione ferroviaria, alla periferia sud-ovest del paese, è il serbatoio dell'acqua per le vaporiere e una suggestiva via Vecchia Ferrovia, che conduce fuori il piccolo centro abitato. L'ex-sedime tra l'ex-fermata di Gallinica e la ex-stazione di Mirabella Imbaccari divenuto una strada rurale e utilizzato come sentiero, con vecchie traversine che in alcuni tratti emergono dal terreno.
Da Mirabella Imbaccari la linea proseguiva per Caltagirone, raggiungendo San Michele di Ganzaria, dove i due viadotti posti poche centinaia di metri prima della stazione sono entrambi crollati, con la stazione, situata all'estrema periferia nord del paese, che è stata restaurata ed adibita a centro polivalente per attività ricreative e culturali e a punto di accoglienza turistica.
Tra la stazione di San Michele di Ganzaria e la successiva fermata di Salvatorello, oggi in condizioni fatiscenti, posta a ridosso della SS 124 già nel comune di Caltagirone, il vecchio tracciato è stato trasformato in pista ciclopedonale inaugurata nel 2001, il cui percorso imbocca una breve galleria e un viadotto in curva a tre luci, recuperato per uso ciclopedonale; in realtà non è una vera e propria pista ciclabile, in quanto è consentito il transito ai mezzi a motore e sembra venga utilizzata da pesanti mezzi agricoli per raggiungere le attigue campagne, che sono causa di numerose buche, cui si aggiunge un pessimo stato di manutenzione.
La linea, dopo avere imboccato una galleria ferroviaria oggi utilizzata come fungaia, raggiungeva la fermata Cappuccini, ormai da tempo demolita, e si avvicinava al centro abitato di Caltagirone, dove l'urbanizzazione e i lavori di ammodernamento della SS 124 hanno quasi del tutto cancellato l'ultima tratta della ex ferrovia. Resta visibile e ben riconoscibile nell'abitato di Caltagirone un viadotto ben conservato e trasformato in passaggio pedonale sotto l'attuale viadotto stradale.
La vecchia stazione di Caltagirone, dove terminava la linea da Dittaino è oggi un'abitazione privata.

## Rotabili
Il parco mezzi di trazione faceva capo al deposito locomotive di Piazza Armerina.
La dotazione censita nel 1932 era:
- Locomotive a vapore R.370: nº 16

Nel 1951 le locomotive a vapore R.370 erano scese a 6.
Ad esse si erano aggiunte nel 1949-50:
- nº 4, Automotrici RALn 60[16]